# Resolution Island (Neuseeland)
Resolution Island ist die größte Insel in Fiordland im Südwesten von Neuseeland. Sie ist mit 208 km² Fläche die fünftgrößte Insel Neuseelands und unbewohnt. Resolution Island ist von der Südinsel durch den Tamatea / Dusky Sound und den Breaksea Sound getrennt.
Die Insel ist etwa rechteckig mit Maßen von 14 mal 17 Kilometern, mit Ausnahme einer über 15 Kilometer langen und maximal gut drei Kilometer breiten Halbinsel an der Westküste, der Five Fingers Peninsula.
Die Insel wurde 2004 als eine der als Naturschutzgebiet ausgewiesenen Inseln ausgewählt, auf denen eingeschleppte Arten ausgerottet werden, um heimische Vogelarten zu schützen und neu anzusiedeln.
Ein Versuch dazu wurde bereits 1894 unternommen, als das Department of Lands and Survey Richard Henry zum Kurator der Insel machte, die dann mit Vogelarten wie Kakapo und Kiwis besiedelt wurde, die auf dem Festland durch Marder bedroht sind. Dieser frühere Versuch scheiterte, als 1900 das Hermelin die Insel erreichte.
Die Insel ist nach James Cooks Schiff Resolution benannt, das während Cooks zweiter Reise im März 1773 am Tamatea / Dusky Sound landete.